# Ługi-Radły
Ługi-Radły – wieś w Polsce położona w województwie śląskim, w powiecie kłobuckim, w gminie Przystajń.
W Ługach-Radłach znajduje się kościół Najświętszego Serca Pana Jezusa, siedziba miejscowej parafii. Świątynia powstała w latach 1956–1959, dzięki staraniom ks. Ewarysta Szopińskiego, a następnie ks. Jana Woźnego. 24 czerwca 1962 konsekrował ją bp Stanisław Czajka.
W okresie międzywojennym stacjonowała w miejscowości placówka Straży Celnej „Ługi” i placówka Straży Celnej „Radły”.
W latach 1952–1954 miejscowość była siedzibą gminy Ługi-Radły. W latach 1954–1972 wieś należała i była siedzibą władz gromady Ługi-Radły. W latach 1975–1998 miejscowość administracyjnie należała do województwa częstochowskiego.